# SIG Sauer
SIG Sauer GmbH — немецкая компания, производитель стрелкового оружия, входящая в состав базирующегося в Швейцарии холдинга Lüke & Ortmeier Gruppe. Имеет филиалы: в США — SIG Sauer Inc. и в Швейцарии — SIG Sauer AG, ранее известная как Schweizerische Industrie Gesellschaft (SIG). Первоначально SIG Sauer являлась торговой маркой пистолетов разработанных фирмой SIG, и выпускавшихся в Германии фирмой Sauer, а впоследствии и на заводе в США. С 2000 года SIG Sauer является не только маркой, но и компанией с одноименным названием.

## История
Компания SIG была основана как вагонный завод, построенный в 1853 году Фридрихом Пейер им Хофом, Хейнрихом Мосером и Конрадом Нехером. После того, как завод выиграл контракт на производство 30000 винтовок для швейцарского федерального министерства обороны, название было изменено на Schweizerische Industrie Gesellschaft (с нем. — «Швейцарское промышленное общество»).

### Sauer & Sohn
SIG производила серию хорошо продуманных и высококачественных полуавтоматических пистолетов SIG 200, но их высокая стоимость ограничивала продажи. Тогда SIG начала разрабатывать пистолет, который был бы передовым, но доступным по цене.
В то же время принятие в Швейцарии новых законов, касающихся экспорта оружия, серьёзно ограничило возможности компаний в этом отношении. В результате SIG нашла для себя заграничного партнёра в лице немецкого производителя оружия J.P. Sauer & Sohn, на производственных мощностях которой SIG могла бы выпускать разработанные ей конструкции, и беспрепятственно экспортировать их в другие страны. Перед Второй мировой войной компания Sauer в основном производила дробовики и охотничьи ружья. Во время войны Sauer выпустила один из наиболее известных и передовых полуавтоматических пистолетов Sauer 38H, который использовался офицерами вермахта и СС, а также личным составом полиции и некоторых полувоенных формирований гитлеровской Германии.
Тем не менее после войны Sauer ушла с этого рынка. Предложение SIG позволило Sauer вернуться на рынок производства пистолетов. Так, в 1970 году родилась марка оружия SIG-Sauer, первенцем которой стал выпущенный в 1975 году пистолет SIG P220, известный своей точностью и надёжностью.

### SIG Sauer Inc.
В 1985 году было создано Sigarms Inc., американское отделение SIG в Тайсонс Корнер (штат Виргиния) предназначенное для импорта пистолетов моделей P220 и P230. В 1987 году Sigarms переехала в Херндон (Виргиния), а в 1991 году в Эксетер (штат Нью-Гемпшир) для размещения новых производственных мощностей.
В октябре 2000 года Sigarms, а также Sauer & Sohn, Blaser, Mauser Jagdwaffen GmbH, Swiss Arms были приобретены Михаэлем Люком (Michael Lüke) и Томасом Ортмайером (Thomas Ortmeier). 1 октября 2007 года Sigarms официально сменила своё название на SIG Sauer Inc.

### Современное состояние
На сегодняшний день SIG Sauer является наибольшей компанией холдинга Люк-Ортмайер, и одним из крупнейших производителей огнестрельного оружия в мире. Не так давно компания втрое увеличила штат своих работников и вложила 18 млн долларов США в развитие производства.
Согласно данным самой компании, треть полицейских США используют продукцию SIG Sauer.
SIG Sauer также основала и поддерживает школу профессиональной подготовки SIG Sauer Academy (ранее SIGARMS Academy) в городе Эппинг, Нью-Гэмпшир.
В 2019 году компания анонсировала разработанный тип патрона .277 Sig Fury, позиционирующийся как замена 5,56 × 45 мм НАТО.
В июне 2020 года компания объявила о закрытии производства в городе Эккернфёрде. В конце того же года закрылась уже сама компания.

## Продукция

### Пистолеты

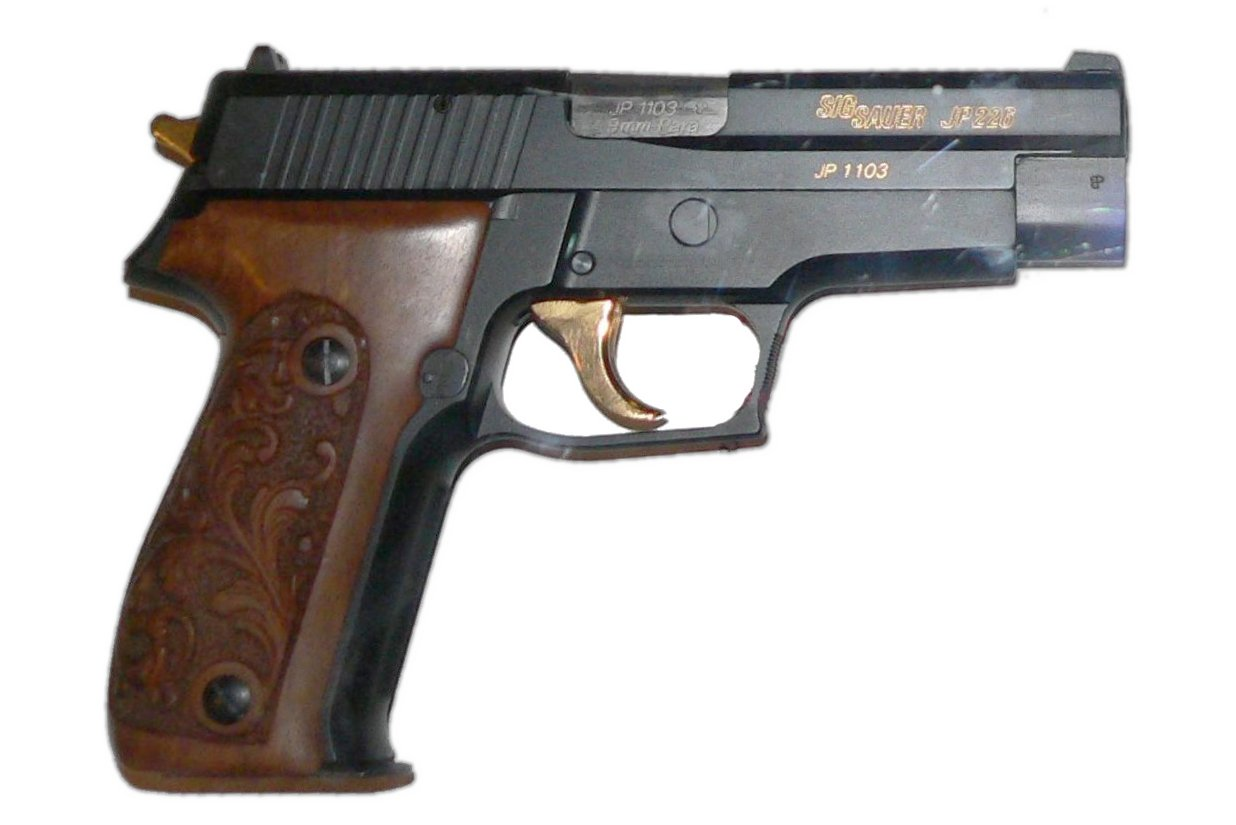
SIG Sauer Р226

Наиболее Sig Sauer известен серией самозарядных пистолетов, родоначальником которой является модель Р220. Все эти пистолеты имеют одинаковую конструкцию, с коротким ходом ствола и запиранием затвора массивным выступом в казённой части ствола и увеличенным окном для экстракции гильз. Отпирание затвора происходит при взаимодействии фигурного паза, расположенного в нижнем выступе казённой части ствола, с неподвижным штифтом в рамке, что приводит к опусканию казённой части ствола и выходу выступа из окна для экстракции (модифицированная схема Браунинга). Отличия разных моделей этой серии заключаются, в основном, в длине ствола, высоте рукояти, наличии одно- или двухрядных магазинов. Более поздние модели могут иметь и другие отличия. Одна и та же модель может выпускаться в разных калибрах. Ниже приведен список пистолетов этой серии, с кратким описанием отличий одной модели от другой.
- P220 — длинный ствол, однорядный магазин. Калибры 7,65 мм Парабеллум, 9 мм Парабеллум, .38 Super, .45 ACP.
- P224 — укороченный ствол, двухрядный магазин. Калибры 9 мм Парабеллум, .357 SIG, .40 S&W.
- P225 — укороченный ствол, однорядный магазин. Калибр 9 мм Парабеллум.
- P226 — длинный ствол, двухрядный магазин. Калибры 9 мм Парабеллум, .357 SIG, .40 S&W.
  - P226 X-5
- Р227 — длинный ствол, двухрядный магазин. Калибр .45 ACP.
- P228 — укороченный ствол, двухрядный магазин. Состоит на вооружении армии США под обозначением M11. Калибр 9 мм Парабеллум.
- P229 — укороченный ствол, двухрядный магазин. Калибры 9 мм Парабеллум, .357 SIG, .40 S&W.
- P239 — укороченный ствол, однорядный магазин. Калибры 9 мм Парабеллум, .357 SIG, .40 S&W.
- P250 — рамка смешанной конструкции (стальной каркас + сменная полимерная оболочка), имеет варианты с длинным и коротким стволом, для которых предусмотрены оболочки рамки с тремя вариантами размера рукояти и субкомпактный вариант с короткими стволом и рукоятью, и только одним размером оболочки. Калибры 9 мм Парабеллум, .40 S&W, .45 ACP.
- серия SIG Pro (включая SP 2009, SP 2022 и SP 2340) — полимерная рамка. Калибры 9 мм Парабеллум, .40 S&W.

Субкомпактные варианты:
- P238 — однорядный магазин. Калибр 9 мм Браунинг.
- P245 — однорядный магазин. Калибр .45 ACP.
- P290 — пистолет с полимерной рамкой, подобный P250 Subcompact, но размеры ещё меньше. Калибр 9 мм Парабеллум.
- P938 — однорядный магазин. Калибр 9 мм Парабеллум.

Также SIG Sauer выпускает пистолеты со свободным затвором и клоны Colt М1911. Последние существуют в различных модификациях, отличающиеся в основном внешней отделкой и некоторыми деталями. Для этих моделей разработана своя система обозначений, которые добавляются к основному названию. Например Carry обозначает укороченные модели, Compact — укороченный ствол и рукоятку, уменьшенная ёмкость магазина, Rail — наличие крепления под стволом, Target — регулируемый целик, а TB (Threaded Barrel) — ствол с резьбой для установки ПБС.
Пистолеты со свободным затвором:

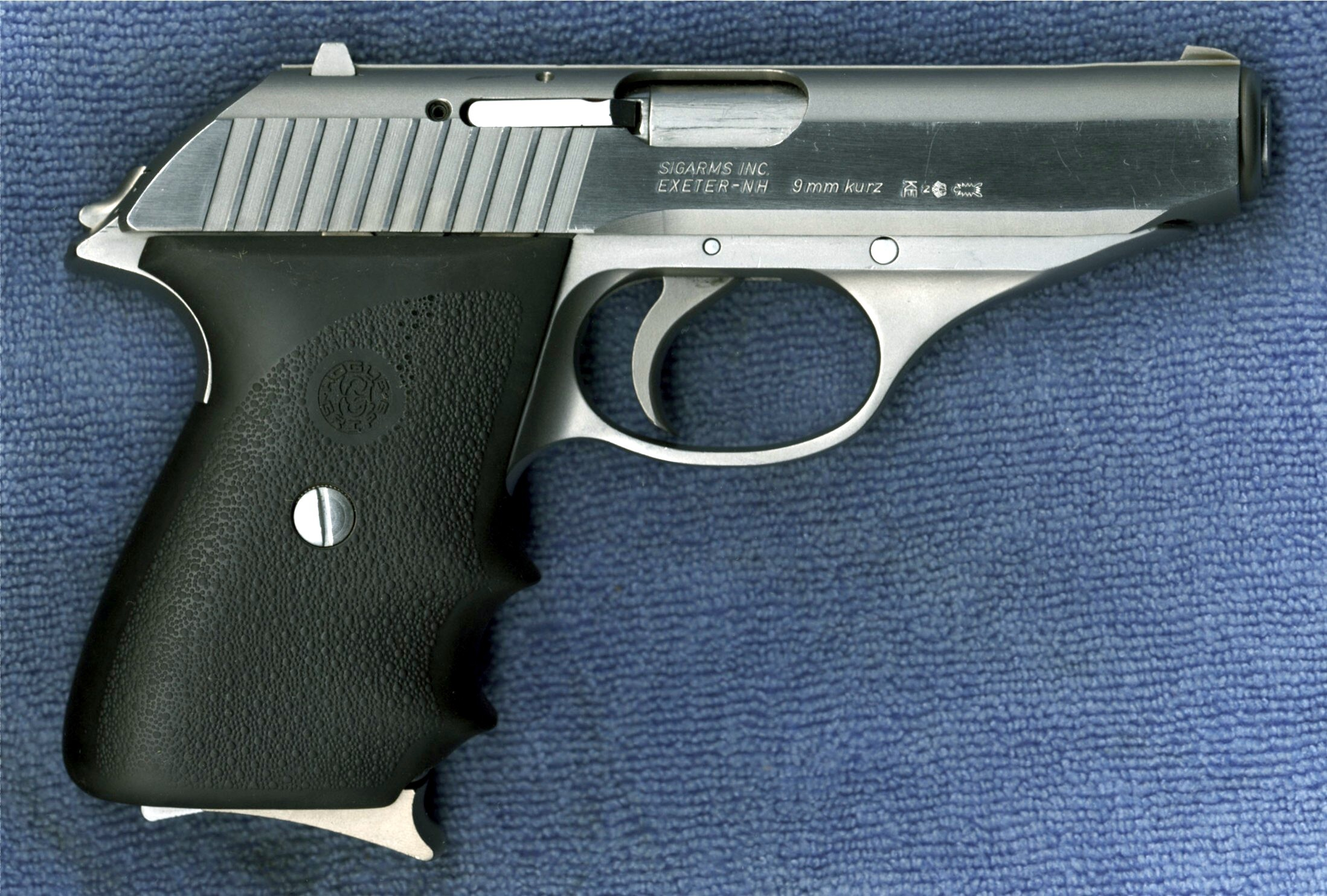
SIG Sauer Р230

- P230 — базируется на конструкции Walther PP/PPK, калибр 9 мм Браунинг.
- P232 — дальнейшее развитие Р230.
- Mosquito — внешне похож на модели SIG Sauer с коротким ходом ствола, калибр .22 LR.

Пистолеты на платформе Colt М1911:
| - GSR - 1911: - 1911 Nitron - 1911 Nitron Rail - 1911 Target Nitron - 1911 Carry Nitron - 1911 Compact Nitron - 1911 Stainless - 1911 Stainless Rail - 1911 Target Stainless - 1911 Carry Stainless - 1911 Compact Stainless - 1911 Scorpion - 1911 Scorpion TB - 1911 Carry Scorpion - 1911 Carry Scorpion TB - 1911 Nightmare - 1911 Carry Nightmare - 1911 Tactical Operations - 1911 Tactical Operations TB - 1911 Platinum Elite - 1911 Platinum Elite Carry | - 1911 XO Black - 1911 XO Stainless - 1911 RCS Two-Tone - 1911 Compact RCS Nitron - 1911 Ultra Nitron - 1911 Ultra Two-Tone - 1911 Desert - 1911 Extreme - 1911 Spartan - 1911 MAX - 1911 C3 - 1911 STX - 1911 TTT - 1911-22 - 1911 22LR Flat Dark Earth - 1911 22LR Olive Drub - 1911 22LR Camo |

Другие модели:

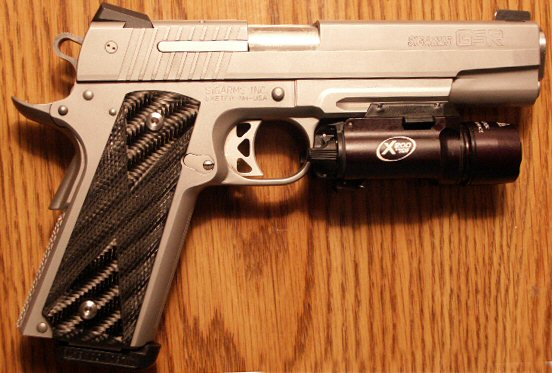
SIG Sauer GSR

- P210 — изначально выпускался компанией SIG, калибр 9 мм Парабеллум.
- P320 — модульный бескурковый пистолет, который сменил Beretta M9 в качестве штатного пистолета армии США. Спроектирован по концепции модульного оружия, которое владелец может быстро и без использования инструментов приспособить для решения различных тактических задач и адаптировать под своё телосложение. В январе 2017 года пистолет M17, разработанный на базе SIG Sauer P320, был назван победителем американского конкурса Modular Handgun System на новое короткоствольное оружие для Армии и ВВС США. Также широко используется силами полиции.

### Винтовки
SIG Sauer выпускает штурмовые винтовки на базе SIG SG 550 и системы AR15/M16, а также высокоточные винтовки с продольно-скользящим затвором.
Штурмовые винтовки:
На базе SG 550:
- SIG 522
  - SIG 522LR
- SIG 551
- SIG 552
- SIG 556
- SIG SPORT
  - SIG SPORT 550
  - SIG SPORT 551
  - SIG SPORT 552

На базе AR15/M16:
- SIG M400
- SIG 516
- SIG 716

Высокоточные винтовки с продольно-скользящим затвором:
- SSG 2000
- SSG 3000
- SIG 50
- TAC2